# Back to My Roots
Back to my Roots é o sétimo álbum de estúdio do cantor estadunidense Turley Richards, lançado em 2007.

## Faixas
Todas as músicas por Turley Richards.
1. "Get Down and Do that Thang" – 3:19
2. "Soothe Me" – 3:33
3. "American Dream" – 6:02
4. "Baby Come on Home" – 4:57
5. "Baby Please Don't Go" – 4:49
6. "Hold on" – 3:50
7. "I want to be Somebody" – 4:54
8. "Mikie" – 5:37
9. "Silba Lena" – 4:42
10. "The Lonely Ones" – 4:39

## Créditos
- Gravado em Nashville, L. A., Louisville
- Mixado & Masterizado por Gene Eichelberger
- Tracking Engineers: Greg Foresman, Bob Ramsey, John Gilutin, Hank Linderman, Bob Ernspiker e Turley Richards
- Cover Design / Artwork: Anders Soderlund, GloryKidd Technologies (David Nuckolls)